# Ohlone

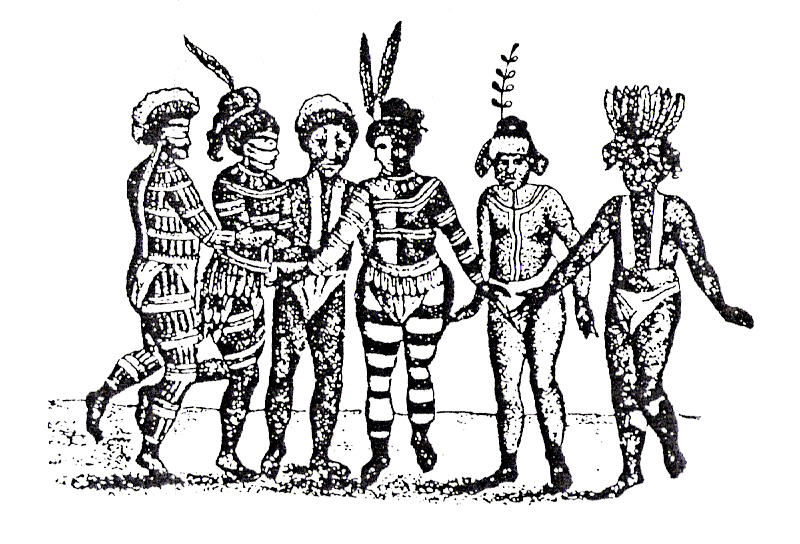
Tancerze Ohlone w misji San Jose, XVIII w.

Ohlone, znani również jako lud Costanoan – zespół rdzennych grup etnicznych mieszkańców północnej Kalifornii, zamieszkujący tereny obecnych hrabstw: Santa Clara, San Francisco, Contra Costa oraz tereny wokół Zatoki Monterey i miasta Salinas.
Podczas pierwszego kontaktu z Europejczykami, Indianie Ohlone posługiwali się wieloma językami costanoańskimi należącymi do rodziny języków Utian. Nazwa Ohlone jest używana zamiast nazwy Costanoan przez etnografów, historyków i przez potomków tych Indian od lat 70. XX w. Natomiast większość językoznawców wciąż używa słowa Costanoan.
W czasie pierwszego zetknięcia z Europejczykami Ohlone byli podzieleni na około 50 wspólnot osadniczych, które nie postrzegały się jako odrębna grupa. Podobnie jak większość Indian kalifornijskich, byli ludem zbieracko-łowieckim. Pierwotną religią Ohlone był szamanizm.
Hiszpańska polityka ekspansji terytorialnej w regionie, w tym budowa fortów i misji miała znaczny wpływ na ich życie. Wskutek ucisku, w latach 1769-1833 populacja Ohlone uległa znacznemu zmniejszeniu, a ich kultura została zniszczona.
Obecnie dwa największe spośród kilku wywodzących się od Indian Ohlone plemion to: Tribal Band of Ohlone/Costanoan Indians i Muwekma Ohlone Tribe. Obydwie grupy starają się o oficjalne uznanie za plemiona przez rząd federalny USA.